# Tephrochlamys kaltenbachii
Tephrochlamys kaltenbachii är en tvåvingeart som först beskrevs av Johann Wilhelm Meigen 1838.  Tephrochlamys kaltenbachii ingår i släktet Tephrochlamys och familjen myllflugor.
Artens utbredningsområde är Tyskland. Inga underarter finns listade i Catalogue of Life.